# Petr Mokrý
Petr Mokrý (* 22. dubna 1942) je bývalý český hokejový útočník.

## Hokejová kariéra
V československé lize hrál za CHZ Litvínov a Duklu Jihlava. Odehrál 7 ligových sezón. V nižších soutěžích hrál za TJ Slovan Ústí nad Labem.

## Klubové statistiky
| Sezona    | Klub                     | Soutěž  | Základní část | Základní část | Základní část | Základní část | Základní část |
| Sezona    | Klub                     | Soutěž  | Z             | G             | A             | B             | TM            |
| --------- | ------------------------ | ------- | ------------- | ------------- | ------------- | ------------- | ------------- |
| 1959/1960 | Jiskra SZ Litvínov       | 1. liga | 9             | 0             | 1             | 1             | -             |
| 1960/1961 | Jiskra SZ Litvínov       | 1. liga | 23            | 7             | 8             | -             |               |
| 1961/1962 | Dukla Jihlava            | 1. liga | -             | -             | -             | -             | -             |
| 1962/1963 | Dukla Jihlava            | 1. liga | -             | -             | -             | -             | -             |
| 1963/1964 | CHZ Litvínov             | 1. liga | 32            | 9             | -             | -             | -             |
| 1964/1965 | CHZ Litvínov             | 1. liga | 25            | 6             | -             | -             | -             |
| 1965/1966 | CHZ Litvínov             | 1. liga | 16            | 2             | 1             | 3             |               |
| 1966/1967 | TJ Slovan Ústí nad Labem | 2. liga | -             | -             | -             | -             | -             |